# Утевский, Борис Самойлович
Бори́с Само́йлович Уте́вский  (1887—1970) — советский учёный-правовед, специалист в области уголовного права и уголовно-исполнительного права, доктор юридических наук, профессор.

## Биография
Родился 3 июля 1887 года в г. Гомеле в еврейской семье. Его отец был мелким служащим. Образование получил в гимназии. В 1905 году после окончания гимназии поступил на юридический факультет Петербургского университета, но был исключён за участие в студенческих волнениях. Для продолжения учёбы выехал за границу. Слушал лекции в Берлинском и Лейпцигском университетах, получил диплом доктора права (не давал права заниматься юридической практикой в России).
В 1910 году он экстерном сдал экзамены на юридическом факультете Юрьевского университета в Прибалтике и поступил в адвокатуру помощником присяжного поверенного Н. П. Карабчевского. Вел научную работу по теории государства и права, уголовному праву.
В 1909 году была опубликована первая крупная работа «Что такое право? Теория позитивного права и теория нравственности». Занимался адвокатской практикой вплоть до Октябрьской революции 1917 года.
После Октябрьской революции 1917 года Б. С. Утевский некоторое время продолжал адвокатскую практику в Петрограде, выступая в новых народных судах.
Затем переезжает в Минск, где заведует отделом актов гражданского состояния и становится членом коллегии (с совещательным голосом) НКВД Белорусской ССР. После объединения Белорусской и Литовской республик он переезжает в Вильну, однако вскоре возвращается в Минск, так как Вильну захватывают поляки.
В 1920 году Б. С. Утевского приглашают на работу в НКВД Украинской ССР, и он переезжает в Киев. Однако в Киеве он устраивается на работу секретарём коллегии Народного комиссариата юстиции УССР. По распоряжению наркома А. И. Хмельницкого участвовал в создании первого украинского Уголовного кодекса.
В 1923 году Б. С. Утевский переезжает в Москву.
В 1923—1924 годах работал заместителем директора по учебно-воспитательной части Московского трудового дома для несовершеннолетних правонарушителей (сокращенно Моструддом).
В 1924—1934 гг. он — старший инспектор-консультант Главного управления местами заключения НКВД и НКЮ РСФСР, в 1934—1935 гг. — прокурор отдела Прокуратуры СССР.
С 1925 года Б. С. Утевский совмещает практическую работу с научно-педагогической: вначале в качестве старшего научного сотрудника Государственного института по изучению преступности и преступника, в составе которого имелась и пенитенциарная секция, а в 1927—1931 гг. в должности ассистента кафедры уголовного права МГУ. С 1931 по 1936 гг. Б. С. Утевский вновь возвращается к исследовательской работе в лаборатории по изучению детской беспризорности и преступности.
В 1936—1939 гг. — старший научный сотрудник Всесоюзного института юридических наук (ВИЮН).
В 1939—1950 гг. он заведует кафедрой уголовного права Всесоюзного юридического заочного института (ВЮЗИ).
Решением от 28 ноября 1942 г. за работу «Уголовное право английской революции XVII века», защищённую в 1941 г. в ВИЮНе, Б. С. Утевскому присуждается степень доктора юридических наук.
В 1943 г. присвоено звание профессора по кафедре уголовного права.
В этом же году приглашен в Военно-юридическую академию РККА для чтения курса лекций по исправительно-трудовому праву, с 1943 г. — профессор кафедры уголовного права Военно-юридической академии РККА.
В 1950—1954 гг. заведует кафедрой уголовного права Московского юридического института. Все эти годы вплоть до 1960 Б. С. Утевский не прекращает научную работу во Всесоюзном институте юридических наук, занимая там должности старшего научного сотрудника, заведующего секцией, заведующего сектором.
В 1956 г. возглавил вновь созданную кафедру исправительно-трудового права Высшей школы МВД СССР (ныне — Академия управления МВД России), где работал вплоть до 1970 года в качестве профессора и профессора-консультанта.
Оставил богатое научное наследие в области исправительно-трудового, уголовного права, криминологии, исправительно-трудовой педагогики. Автор более 350 работ, в том числе монографий, учебников, написанных как единолично, так и в соавторстве, научных и публицистических статей, рецензий. Подготовил более 40 кандидатов юридических наук, многие из которых впоследствии стали докторами наук. При его непосредственном участии разрабатывались проекты Основ уголовного законодательства, Основ исправительно-трудового законодательства, Уголовного кодекса РСФСР 1960 года.
Жил Борис Самойлович с семьей в Большом Каретном переулке, где их соседом был будущий актёр, певец и поэт Владимир Высоцкий. В. С. Высоцкий часто бывал в доме Утевских, и именно в кабинете Бориса Самойловича Утевского он впервые был прослушан как актёр.
Умер в Москве 7 июня 1970 года.

## Награды
Награждён орденом «Знак Почёта» и 2 медалями.

## Основные труды
- Что такое право? Теория позитивного права и теория нравственности. СПб. 1909. 63 с.
- В борьбе с детской преступностью. Очерки жизни и быта Московского трудового дома для несовершеннолетних правонарушителей. М.: Изд-во НКВД РСФСР, 1927. 120 с.
- Досрочное освобождение и амнистия. М.: Изд-во НКВД, 1927. 68 c.
- Советское пенитенциарное право. М., 1927(соавт. — Е. Г. Ширвиндт).
- Уголовный кодекс Редакции 1926 г. / Вроблевский А. Б., Утевский Б. С.; Под общ. ред.: Ширвиндт Е. Г. М.: Изд-во НКВД, 1927. 431 c.
- Преступность и рецидив // Современная преступность. М., 1928.
- Преступления и преступники Западной Европы. Криминально-психологические очерки / Утевский Б. С. М.: Изд-во НКВД, 1929. 127 c.
- Оказание помощи: освобожденным заключенным // Реформа тюрем и перспективы исправительно-трудового дела в СССР. М., 1929. С. 198—209.
- Как советская власть исправляет преступников / Утевский Б. С. М.: Изд-во НКВД, 1930. 67 c.
- Советское исправительно-трудовое право. М., 1931 (соавт. — Е. Г. Ширвиндт).
- Преступления против несовершеннолетних / Сост.: Утевский Б. С. (Вступ. ст.); Под ред.: Любимов А. А., Перель Я. А.; Предисл.: Субоцкий Л. М. М., Л.: Учпедгиз, 1932. 50 c.
- Убийство Карла Либкнехта и Розы Люксембург. М., 1933.
- Классовая юстиция в Венгрии. М., 1933.
- Советская исправительно-трудовая политика. Учебник. М., 1934.
- Советское исправительно-трудовое право (учебник для юридических школ). М., 1935.
- О ликвидации преступности несовершеннолетних. М., 1937.
- Уголовное право. Общая часть: Учебник / Герцензон А. А., Дурманов Н. Д., Исаев М. М., Маньковский Б., и др. М.: Юрид. изд-во НКЮ СССР, 1938. 408 c.
- Соучастие в преступлении / Утевский Б. С.; Под ред.: Голяков И. Т. М.: Юрид. изд-во НКЮ СССР, 1939. 19 c.
- Уголовное право. Общая часть: Учебник / Герцензон А. А., Дурманов Н. Д., Исаев М. М., Маньковский Б., и др.; Под ред.: Герцензон А. А., Ошерович Б. С., Пионтковский А. А. 2-е изд., перераб. и доп. М.: Юрид. изд-во НКЮ СССР, 1939. 331 c.
- Уголовное право английской революции XVII века: Дисс. … докт. юрид. наук. М., 1941.
- Воинские преступления / Исаев М. М., Утевский Б. С.; Под ред.: Голяков И. Т. М.: Юрид. изд-во НКЮ СССР, 1942. 63 c.
- Уголовное право. Общая часть: Учебник / Герцензон А. А., Дурманов Н. Д., Исаев М. М., Ошерович Б. С., и др.; Под общ. ред.: Голяков И. Т. 3-е изд., перераб. и доп. М.: Юрид. изд-во НКЮ СССР, 1943. 284 c.
- Преступления в области трудовых отношений / Утевский Б. С. М.: Юрид. изд-во НКЮ СССР, 1945. 64 c.
- Преступления гитлеровцев против мирного населения / Утевский Б. С.; Под ред.: Рычков Н. М. М.: Юрид. изд-во МЮ СССР, 1946. 48 c.
- Уголовное право. Учебник / Сост.: Вышинская З. А., Герцензон А. А., Меньшагин В. Д., Ошерович Б. С., Утевский Б. С.; Под ред.: Герцензон А. А., Ошерович Б. С.; Под общ. ред.: Голяков И. Т. 2-е изд., доп. М.: Юрид. изд-во МЮ СССР, 1947. 358 c.
- Уголовное право на службе англо-американской реакции / Утевский Б. С. М.: Юрид. изд-во МЮ СССР, 1948. 56 c.
- Уголовное право современных буржуазных стран. Пособие для студентов-заочников / Утевский Б. С. М.: Изд-во ВЮЗИ, 1948. 52 c.
- Уголовное право. Общая часть: Учебник / Герцензон А. А., Исаев М. М., Пионтковский А. А., Утевский Б. С.; Науч. ред.: Меньшагин В. Д. 4-е изд., перераб. М.: Юрид. изд-во МЮ СССР, 1948. 575 c.
- Общее учение о должностных преступлениях / Утевский Б. С. М.: Юрид. изд-во МЮ СССР, 1948. 440 c.
- История науки уголовного права. Учебное пособие / Утевский Б. С. М., 1948. 60 c.
- История советского уголовного права / Герцензон А. А., Грингауз Ш. С., Дурманов Н. Д., Исаев М. М., и др. М.: Юрид. изд-во МЮ СССР, 1948. 466 c.
- Советское право в период Великой Отечественной войны: Уголовное право. — Уголовный процесс. Ч. 2 / Исаев М. М., Карев Д. С., Утевский Б. С.; Под ред.: Голяков И. Т. М.: Юрид. изд-во МЮ СССР, 1948. 215 c.
- Уголовное право стран народной демократии. Польша / Шур Г. М.; Под ред.: Утевский Б. С. М.: Изд-во ВЮЗИ, 1949. 23 c.
- Уголовное право / Утевский Б. С.; Отв. ред.: Кудрявцев П. И.. 2-е изд., испр. и доп. М.: Госюриздат, 1950. 279 c.
- Советское социалистическое уголовное право. Часть общая: Учебник / Сост.: Гельфер М. А., Герцензон А. А., Исаев М. М., Пионтковский А. А., Утевский Б. С.; Под ред.: Утевский Б. С. М.: Госюриздат, 1950. 588 c.
- История уголовного права буржуазных государств. М., 1950.
- Вина в советском уголовном праве. М.: Госюриздат, 1950. 319 с.
- История уголовного права буржуазных государств / Утевский Б. С. М.: Госюриздат, 1950. 424 c.
- История государства и права. Учебник. Т. 2 / Артуров О. А., Галанза П. Н., Дурденевский В. Н., Пашерстник А. Е., и др.; Под общ. ред.: Черниловский З. М. М.: Госюриздат, 1951. 416 c.
- Уголовное право на службе американо-английской реакции / Утевский Б. С. М.: Госюриздат, 1951. 115 c.
- Советское уголовное право. Часть особенная: Учебник / Вышинская З. А., Герцензон А. А., Загородников Н. И., Исаев М. М., и др. М.: Госюриздат, 1951. 431 c.
- Практика применения законодательства по борьбе с хищениями социалистического имущества / Вышинская З. А., Утевский Б. С. М.: Госюриздат, 1954. 151 c.
- Уголовная ответственность за выпуск недоброкачественной, некомплектной и нестандартной продукции / Утевский Б. С. М.: Госюриздат, 1955. 104 c.
- Пособие для народных заседателей / Астрахан Е. И., Бернштейн Н. И., Братусь Н. С., Генкин Д. М., и др.; Под ред.: Кудрявцев П. И. М.: Госюриздат, 1955. 324 c.
- Вопросы теории советского исправительно-трудового права и практика его применения // Материалы теоретической конференции по вопросам советского исправительно-трудового права (май 1957 г.) / Редкол.: Калинин В. Н., Лукоянов Л. Д., Рощин В. Н., Утевский Б. С.; Гл. ред.: Студеникин С. С. — М.: Изд-во ВШ МВД СССР, 1957. С. 28-61.
- Советское исправительно-трудовое право / Утевский Б. С., Ширвиндт Е. Г. М.: Госюриздат, 1957. 244 c.
- Советское исправительно-трудовое право: Меры наказания исправительно-трудового характера. Учебное пособие / Утевский Б. С. М., 1957. 26 c.
- Советское исправительно-трудовое право: Тюремная политика капиталистических государств. Учебное пособие / Утевский Б. С. М., 1957. 32 c.
- Советское исправительно-трудовое право: Тюремная политика царизма и временного правительства. Учебное пособие / Утевский Б. С. М., 1957. 34 c.
- Советское исправительно-трудовое право: Политико-воспитательная работа с заключенными. Учебное пособие / Калинин В. Н.; Под общ. ред.: Утевский Б. С. М., 1958. 32 c.
- Советское уголовное право. Особенная часть: Учебное пособие / Дурманов Н. Д., Кудрявцев В. Н., Куринов Б. А., Лопухов Л. А., и др.; Отв. ред.: Утевский Б. С. М.: Госюриздат, 1958. 455 c.
- Советское уголовное право. Общая часть / Гельфер М. А., Герцензон А. А., Пионтковский А. А., Утевский Б. С.; Под общ. ред.: Чхиквадзе В. М. М.: Госюриздат, 1959. 464 c.
- Советское исправительно-трудовое право. Учебное пособие / Беляев А. А., Буланов Н. М., Гинзбург М. Я., Калинин В. Н., и др.; Под общ. ред.: Утевский Б. С. М.: Госюриздат, 1960. 278 c.
- История государства и права. Учебник. Т. 3 / Авдеев Ю. И., Барабашев Г. В., Батыр К. И., Галанза П. Н., и др.; Под общ. ред.: Галанза П. Н., Черниловский З. М. М.: Госюриздат, 1961. 654 c.
- XXII съезд КПСС и теоретические вопросы исправительно-трудового права // Роль исправительно-трудовых учреждений в борьбе за искоренение преступности в свете решений XXII съезда КПСС. Материалы теоретической конференции, проведенной Политическим отделом мест заключения и Высшей школой МООП РСФСР (1962 г.) / Редкол.: Гусев Н. Г., Куреев А. В., Лукоянов Л. Д., Осипов И. С., Сенатов А. П., Стручков Н. А. М., 1963. С. 21-33.
- Исправительно-трудовая педагогика. Учебное пособие / Арисов Н. Н., Артамонов В. П., Астемиров З. А., Багрий-Шахматов Л. В., и др.; Науч. ред.: Дейнеко М. М., Пирожков В. Ф. (Отв. ред.), Утевский Б. С. М.: НИиРИО ВШ МООП СССР, 1967. 304 c.
- Что надо знать работникам исправительнотрудовых учреждений о кибернетике. Учебное пособие / Утевский Б. С. М.: Изд-во ВШ МВД СССР, 1969. 43 c.
- В. И. Ленин об уголовной и исправительно-трудовой политике (рукопись, 1970).
- Советское исправительно-трудовое право. Общая часть: Учебник / Артамонов В. П., Багрий-Шахматов Л. В., Михайлов И. А., Сперанский И. А., и др.; Под ред.: Сперанский И. А., Стручков Н. А., Шмаров И. В. М.: Изд-во Акад. МВД СССР, 1977. 308 c.
- Воспоминания юриста. М.: Юридическая литература, 1989. 302 с.